# Stojčín
Stojčín là một làng thuộc huyện Pelhřimov, vùng Vysočina, Cộng hòa Séc.